# Liste des rois d'Est-Anglie
Vous lisez un « bon article » labellisé en 2024.

Carte du royaume d'Est-Anglie.

La liste des rois d'Est-Anglie réunit les souverains du royaume anglo-saxon d'Est-Anglie, établi dans l'Est de la Grande-Bretagne au haut Moyen Âge.
Si les généalogies royales anglo-saxonnes font remonter l'ascendance de ces rois jusqu'au dieu Woden, le premier souverain est-anglien historiquement attesté est Rædwald, au début du VIIe siècle. Sa famille, les Wuffingas, gouverne le royaume au moins jusqu'en 749, date après laquelle les origines des rois ne sont pas connues avec certitude.
L'Est-Anglie est conquise par Offa de Mercie à la fin du VIIIe siècle, mais elle profite des troubles que traverse la Mercie pour reconquérir son indépendance vers 827. Les rois au pouvoir durant cette période ne sont quasiment connus qu'à travers leurs émissions monétaires.
Après le martyre du roi Edmond, en 869, l'Est-Anglie passe sous domination viking au sein du Danelaw. La région se soumet finalement au Wessex en 917, mais conserve une identité régionale forte que reflète l'existence d'un titre de comte d'Est-Anglie jusqu'après la conquête normande de l'Angleterre.

## Sources
L'Histoire ecclésiastique du peuple anglais de Bède le Vénérable, achevée en 731, permet de retracer la succession des rois des Angles de l'Est jusqu'à Ealdwulf (mort en 713). Bien qu'il vive en Northumbrie, dans le nord de l'Angleterre, Bède bénéficie de sources locales dans toute l'Angleterre, en particulier Albinus, abbé du monastère Saint-Pierre-et-Saint-Paul de Cantorbéry.
Néanmoins, Bède ne fournit pas de dates de règne, et il n'existe pas non plus de liste de rois proposant cette information, si bien que la chronologie précise reste impossible à établir. Les chartes ne viennent pas suppléer ce manque, puisqu'il n'en subsiste aucune se rapportant au royaume d'Est-Anglie, une lacune frappante qui s'explique peut-être par la conquête danoise du royaume, au IXe siècle, et ses effets probablement dévastateurs sur les monastères et autres lieux de production et conservation du savoir et des actes juridiques. Les historiens anglais postérieurs à la conquête normande, comme Roger de Wendover ou Jean de Worcester, proposent des dates qui pourraient provenir des sources perdues depuis ou n'être que de parfaites inventions de leur part.
Cette pauvreté des sources écrites explique le rôle crucial que joue la numismatique dans l'établissement de la liste des rois d'Est-Anglie. Certains d'entre eux, comme Eadwald, sont exclusivement connus par leurs émissions monétaires, tandis que d'autres, comme Beonna, ne seraient quasiment que des noms sans cette source d'information.
Le site archéologique de Sutton Hoo, dans le sud-est du Suffolk, est souvent interprété comme une nécropole royale est-anglienne. Le tumulus no 1 a livré un mobilier funéraire d'une grande richesse, ce qui laisse à penser qu'il s'agit de la sépulture d'un individu de haut rang, peut-être royal. Il pourrait s'agir de Rædwald (mort vers 624), mais cette identification n'est pas assurée.

Monnaies de quelques rois est-angliens
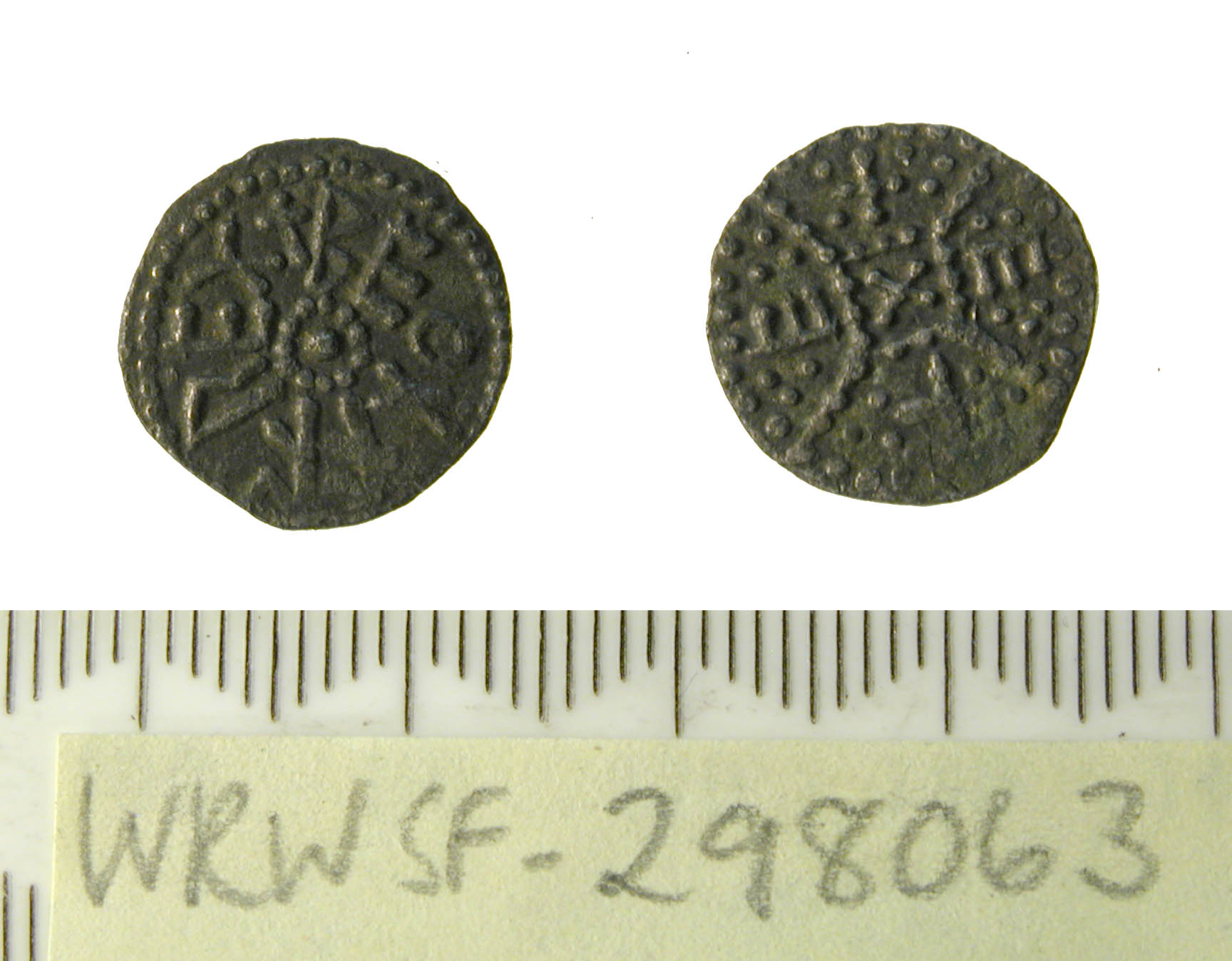
Un sceat de Beonna (vers 749-760).
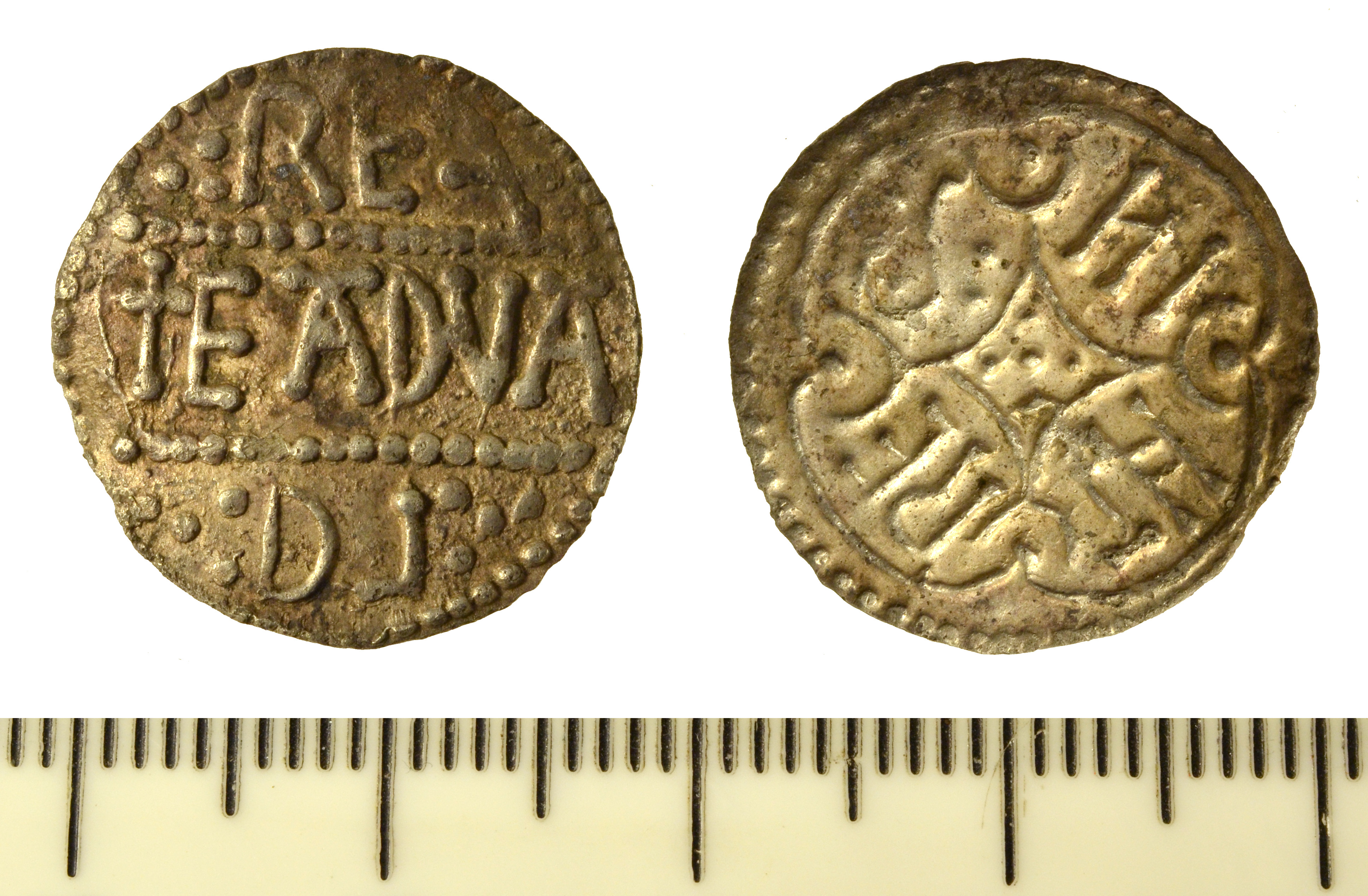
Un penny d'Eadwald (vers 796-798).
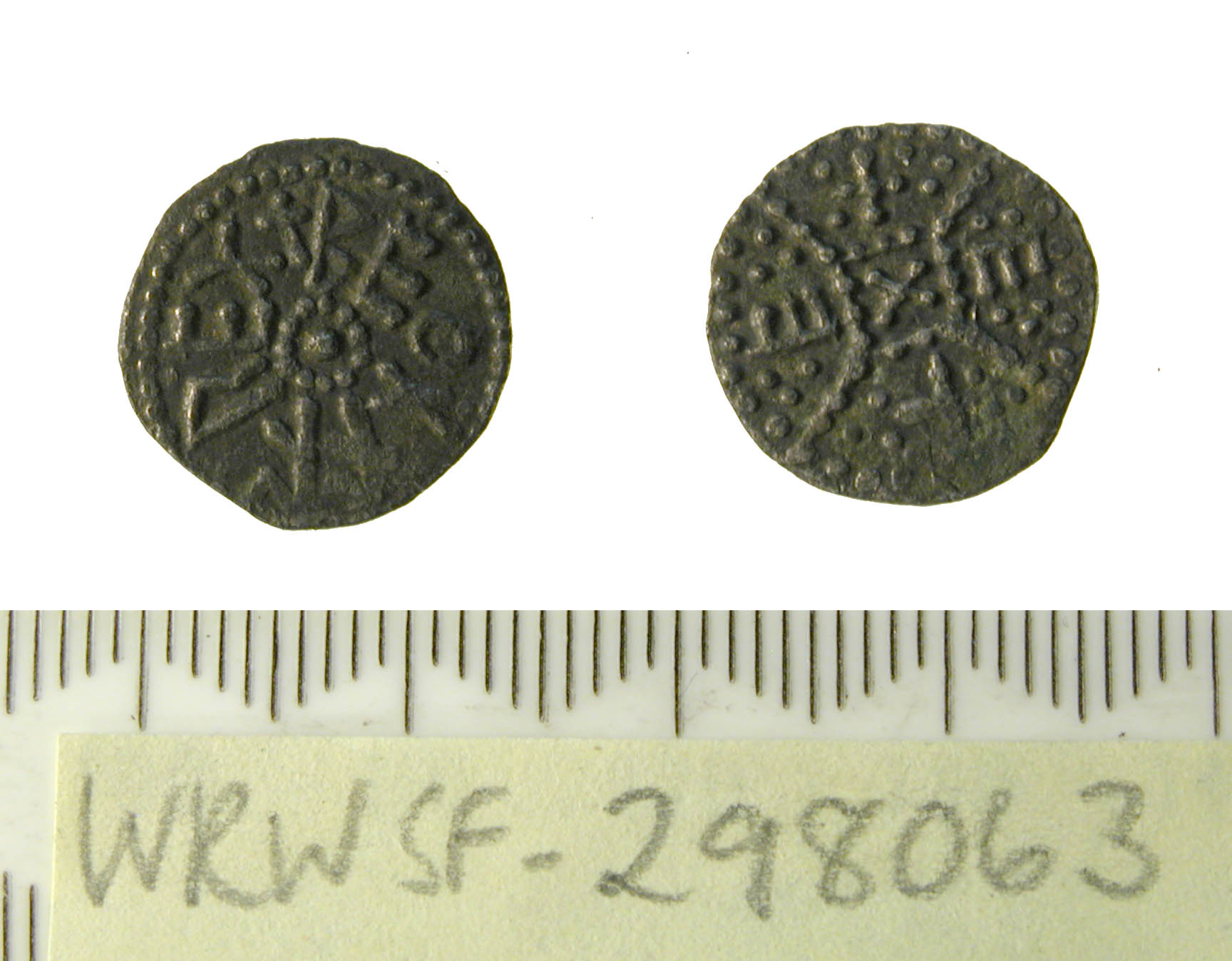
Un penny d'Æthelstan (vers 825-850).

## La royauté d'Est-Anglie

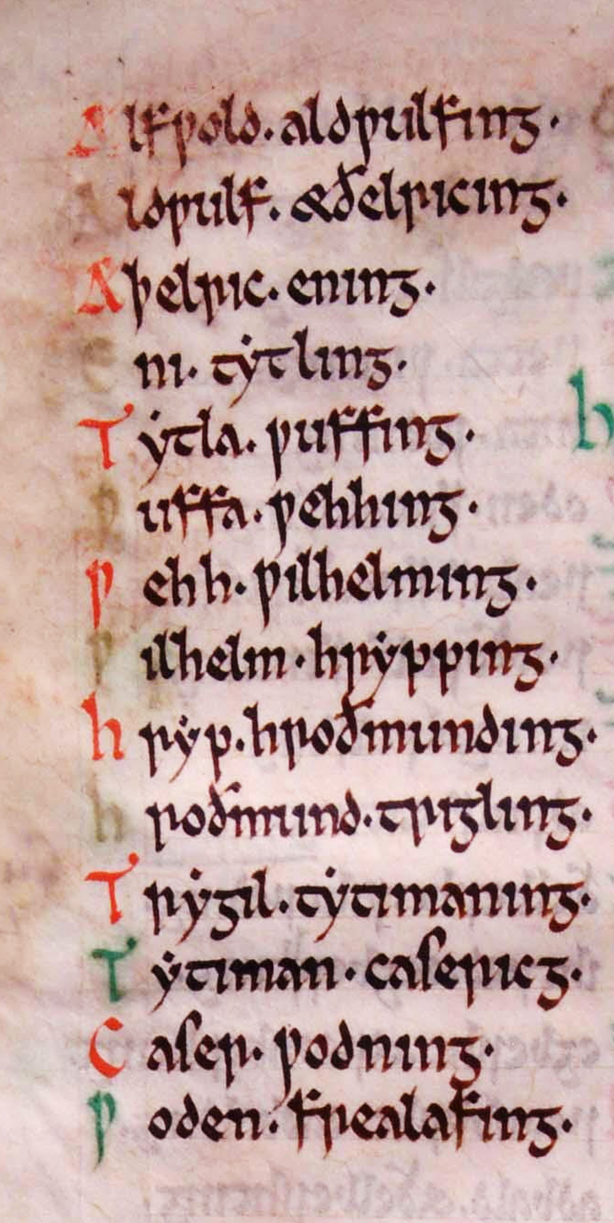
L'ascendance des rois d'Est-Anglie dans le Textus Roffensis, un manuscrit du XIIe siècle.

Bède rapporte que la famille royale des Angles de l'Est est appelée Wuffingas. Cette dynastie doit son nom à un ancêtre éponyme, Wuffa, père de Tyttla et grand-père de Rædwald, dont les généalogies royales anglo-saxonnes font remonter l'ascendance jusqu'au dieu Woden. Elle commence vraisemblablement à régner dans la deuxième moitié du VIe siècle, comme le suggèrent les dates (peut-être imaginaires) suggérées par Roger de Wendover pour les avènements de Wuffa (571) et Tyttla (578). Néanmoins, la Historia Brittonum affirme que le premier roi de la dynastie des Wuffingas est Wehha, le père de Wuffa. Les historiens modernes font commencer la liste des rois d'Est-Anglie avec Rædwald, le premier dont l'existence soit véritablement attestée.
Ælfwald est le dernier monarque dont l'appartenance aux Wuffingas est certaine. À sa mort, en 749, le royaume est partagé entre trois individus : Beonna, Hun et Alberht. Seul le dernier possède un nom rappelant ceux d'autres Wuffingas, mais l'onomastique ne suffit pas à le rattacher indiscutablement à cette famille. Les modalités exactes de ce partage ne figurent pas dans les sources écrites. L'historienne Barbara Yorke avance l'hypothèse qu'un roi ait reçu le Norfolk, un autre le Suffolk et le dernier la région des Fens. En revanche, D. P. Kirby estime qu'il s'agit d'une erreur de chroniqueur et que les trois souverains se sont en réalité succédé sur le trône.
Les rois de Mercie étendent leur autorité sur l'Est-Anglie vers la fin du VIIIe siècle. La  Chronique anglo-saxonne rapporte que le roi est-angle Æthelberht est décapité sur ordre d'Offa de Mercie en 794. Après la mort d'Offa, en 796, un certain Eadwald frappe des pièces en Est-Anglie, signe d'une indépendance retrouvée. Le successeur d'Offa, Cenwulf, reprend le contrôle de la région vers 805.
Après la bataille d'Ellendun, en 825, l'hégémonie mercienne sur le sud-est de l'Angleterre s'effondre au profit du Wessex. L'Est-Anglie en profite pour recouvrer son indépendance ; le roi mercien Beornwulf est tué la même année en tentant d'y rétablir son autorité, de même que son successeur Ludeca deux ans plus tard, en 827. La région subit de plein fouet les invasions vikings dans les décennies qui suivent. En 869, la Grande Armée attaque le royaume et le roi Edmond est tué. La numismatique suggère que les Vikings laissent en place des rois fantoches d'origine locale.
La région est conquise par Édouard l'Ancien, fils d'Alfred le Grand, en 917. Elle fait par la suite partie du royaume d'Angleterre sur lequel règne la maison de Wessex, tout en conservant une identité locale forte que reflète le maintien d'un titre d'ealdorman, puis comte d'Est-Anglie.

## Liste des rois d'Est-Anglie
| Nom | Dates de règne    | Dates de règne        | Dates de règne        | Notes |
| Nom | Yorke             | ODNB                  | Keynes                | Notes |
| --- | ----------------- | --------------------- | --------------------- | --- |
| Rædwald | ? – avant 627     | avant 600 ? – 616/617 | avant 616 – 616 × 627 | Quatrième bretwalda dans la liste de la Chronique anglo-saxonne,. |
| Earpwald | ? – 627/628       | 616 × 627 – 627/628   | 616 × 627 – 627/628   | Fils de Rædwald, il se convertit au christianisme. Assassiné par Ricberht. |
| Ricberht ? | 627/628 – 630/631 | —                     | ?                     | Ce païen, meurtrier d'Earpwald, pourrait avoir brièvement pris le pouvoir. |
| Sigeberht | 630/631 – ?       | 630/631 – avant 654   | 630/631 – ?           | Frère ou demi-frère d'Earpwald, il règne avec Ecgric. Il abdique pour se retirer dans un monastère, mais revient mener son peuple contre Penda et meurt au combat. Considéré comme un saint. |
| Ecgric | ?                 | avant 654             | ?                     | D'ascendance incertaine, il règne avec son parent Sigeberht, puis seul. Meurt au combat contre Penda.                                                                                        |
| Anna | ? – 653/654       | 635/636 ? – 654 ?     | 64? – 654             | Neveu de Rædwald. Meurt au combat contre Penda. |
| Æthelhere | 653/654 – 655     | 654 – 655             | 654 – ?               | Frère d'Anna. Participe aux côtés de Penda à la bataille de la Winwæd (655), où il pourrait avoir trouvé la mort.                                                                            |
| Æthelwald | 655 – 663         | 655 – 664 ?           | ? – 664 ?             | Frère d'Anna et Æthelhere. |
| Ealdwulf | 663 – 713         | 664 – 713             | 663/664 – 713         | Fils d'Æthelric et de la princesse northumbrienne Hereswith, neveu d'Anna, Æthelhere et Æthelwald.                                                                                           |
| Ælfwald | 713 – 749         | 713 ? – 749           | 713 – 749             | Fils d'Ealdwulf. Dernier représentant connu de la dynastie des Wuffingas. |
| Beonna | 749 – ?           | 749 × 794             | 749 – ?               | Règne conjointement avec Hun et Alberht. |
| Hun | —                 | 749 × 794             | 749 – ?               | Règne conjointement avec Beonna et Alberht. |
| Alberht | —                 | 749 × 794             | 749 – ?               | Aussi appelé Æthelberht Ier, il règne conjointement avec Beonna et Hun. |
| Æthelred | ?                 | —                     | —                     | Père d'Æthelberht d'après les hagiographies de ce dernier. |
| Æthelberht | 779 ? – 794       | 794                   | ? – 794               | Aussi appelé Æthelberht II pour le distinguer d'Alberht. Exécuté sur ordre du roi Offa de Mercie, il est considéré par la suite comme saint et martyr.                                       |
| Offa de Mercie semble régner directement sur l'Est-Anglie après l'exécution d'Æthelberht et jusqu'à sa mort, en 796. |                   |                       |                       | |
| Eadwald | ?                 | après 796             | vers 800              | Ce roi n'est connu qu'à travers ses monnaies. |
| Cenwulf de Mercie et ses successeurs Beornwulf et Ludeca règnent sur l'Est-Anglie de 805 environ à 827.              |                   |                       |                       | |
| Æthelstan | ?                 | vers 825              | vers 830 × 845        | Ce roi n'est connu qu'à travers ses monnaies. |
| Æthelweard | ?                 | vers 850              | vers 845 × 855        | Ce roi n'est connu qu'à travers ses monnaies. |
| Edmond | 855 – 869         | 855 ? – 868           | 855 – 869             | Tué en affrontant les Vikings qui envahissent son royaume, il est considéré par la suite comme saint et martyr.                                                                              |
| Æthelred | —                 | —                     | vers 875              | Ce roi n'est connu qu'à travers ses monnaies. |
| Oswald | —                 | —                     | vers 875              | Ce roi n'est connu qu'à travers ses monnaies. |
| Guthrum | —                 | —                     | 879/880 – 890         | Premier roi danois d'Est-Anglie. |
| Eohric | —                 | —                     | ? – 902               | Roi danois. Tué à la bataille du Holme contre les troupes d'Édouard l'Ancien. |
| Æthelwold | —                 | —                     | ? – 902               | Prétendant au trône du Wessex, il est choisi comme roi par les Danois d'Est-Anglie. Tué à la bataille du Holme contre les partisans de son cousin Édouard.                                   |